# Gaspar Colón
Gaspar Enrique Colón Moleiro (Connecticut, 15 de septiembre de 1968) es un barítono considerado como uno de los mejores y más importantes cantantes líricos de Venezuela y América.

## Trayectoria Profesional
Desarrolló una fructífera carrera artística. Ha sido intérprete de diversos montajes en distintivos países de América, Asia y Europa entre los que se encuentran Estados Unidos, Italia, Grecia, Japón, Colombia, Cuba, Ecuador y Venezuela. Presentándose en prestigiosos escenarios de todo el mundo tales como el Teatro alla Scala, Auditorium Parco della Musica di Roma, Teatro Degli Arcimboldi (Italia), Megaron Concert Hall (Grecia), Walt Disney Hall y Carnegie Hall (Estados Unidos), Tokyo International Forum y Festival Hall de Osaka (Japón), Teatro Bolívar (Ecuador), Gran Teatro de La Habana (Cuba), Teatro Municipal de Medellín (Colombia) y Teatro Teresa Carreño, Teatro Municipal de Caracas (Venezuela), entre otros. Ha participado en numerosas óperas destacando en los roles principales de Enrico (Lucia di Lammermoor, Gaetano Donizetti), Rigoletto (Rigoletto, Giuseppe Verdi), Germont (La Traviata, Giuseppe Verdi), Alfio (Cavallería Rusticana, Pietro Mascagni), Marcello (La Bohème, Giacomo Puccini), Colón (Los Martirios de Colón, Federico Ruíz), Tonio (Pagliacci, Ruggero Leoncavallo), Schicchi (Gianni Schicchi, Giacomo Puccini), Amonasro (Aida, Giuseppe Verdi), Dulcamara (L'elisir d'amore, Gaetano Donizetti), Scarpia (Tosca, Giacomo Puccini), Juan (Los Gavilanes, Jacinto Guerrero), Javert (Los Miserables, Claude-Michel Schönberg) y muchos otros.
En toda su trayectoria, ha sido invitado incontables veces para presentaciones junto a grandes orquestas como la Orquesta Filarmónica de Los Ángeles, la Orquesta Filarmónica de Osaka, la Orquesta Filarmónica de Japón, la Orquesta Sinfónica de Varsovia, la Orquesta Filarmónica de Oregón, la Orquesta Filarmónica de Medellín, la Orquesta Sinfónica de Guatemala, la Orquesta Filarmónica de Santo Domingo, la Orquesta Sinfónica Simón Bolívar, la Orquesta Sinfónica Municipal de Caracas, la Orquesta Gran Mariscal de Ayacucho, la Orquesta Sinfónica de Lara, la Orquesta Sinfónica de Carabobo, la Orquesta Sinfónica de Mérida, la Orquesta Sinfónica de Venezuela, la Orquesta Filarmónica Nacional de Venezuela. A su vez ha estado bajo la dirección de destacados maestros orquestales como Gustavo Dudamel, Rafael Frühbeck de Burgos, Inoue Michiyoshi, Rodolfo Saglimbeni, Angelo Pagliucca, Pablo Castellanos, Tony Delgado, Alfredo Rugeles, Felipe Izcaray, César Iván Lara, Elisa Vegas, Ditrich Paredes, entre otros.
Como barítono solista sobresalen entre sus presentaciones más icónicas la Novena Sinfonía de Beethoven, el Réquiem de Faure, el Réquiem de Mozart, la Fiesta de Belshazzar de William Walton, la Cantata Criolla de Antonio Estévez, Misa Tango de Bacalov, además de numerosas galas de ópera y recitales en los que interpreta y difunde el repertorio barítono-venezolano y latinoamericano en general.
En el mes de abril de 2010, protagonizó a El Diablo en el montaje al estilo de Hollywood de la Cantata Criolla de Antonio Estévez junto al tenor venezolano Aquiles Machado, acompañado por los Ángeles Master Chorale y Schola Cantorum de Venezuela, con la participación de Helen Hunt, Edgar Ramírez y Erick Wildpret quienes tuvieron la tarea de dramatizar el texto escrito por Guillermo Arriaga, dirigidos por Gustavo Dudamel en el Walt Disney Hall de Los Ángeles.

## Formación
Gaspar nació en una familia de grandes músicos. Su abuelo es el emblemático compositor y músico integral Moisés Moleiro y fue el primer educador musical de su nieto. Su madre, Carmencita Moleiro, es una reconocida pianista en Venezuela quien posteriormente se convertiría en un guía musical de su hijo. Su padre, Eric Colón, es un compositor y guitarrista, quien también fue partícipe en la formación musical de Gaspar.
Egresó del Conservatorio Pedro Nolasco Colón en Caracas, como clarinetista y cantante lírico. Realizó estudios avanzados en canto lírico con el maestro italiano Elio Malfatti, luego tomó clases magistrales con Mirella Freni y Katia Ricciarelli.